# KEI (插畫家)
KEI（1981年4月1日—）是日本男性插畫家、漫畫家。工作主要是輕小說插畫、人物設計。北海道千歲市出身。

## 畫風
出道作是初音未來。在接受記者採訪時說，被要求以“Yamaha生產的電子樂器為主題”設計一個女性角色，音樂設備知識缺乏使他苦戰。 
畫風受作家天野喜孝影響，特別關注作家深崎暮人。

## 主要作品

### 人物設定
- 音樂軟件角色主唱系列：CV01 初音未來、CV02 鏡音鈴、連、CV03 巡音流歌（CRYPTON FUTURE MEDIA）
- 日本偶像： 北乃神威( 北乃神威計画 )[3][4]
- 果酒：梅酒 MEU、日本柚子果酒 YURISU(中埜酒造)[5]
- 世嘉硬件女孩（世嘉）
- VOCALOID：Galaco、Lily
- 虚拟YouTuber：Mirai Akari

### 漫畫
- 廠商非正式 初音Mix（COMIC RUSH2008年1月號開始連載。初音未來的漫畫化作品）

### 插畫
- 奇蹟的表現（結城充孝著、電撃文庫）
- 魔像怪X少女（大凹友數著、MF文庫J、東立出版社）
- 魔王的憂鬱（相川直樹著、新風舎文庫）
- 魔王的復活（相川直樹著、新風舎文庫）
- （松山剛著、新風舎文庫）
- （著）

### 遊戲
- NUGA-CEL！（人物設定）

### 畫集
- KEI畫廊（ビー・エヌ・エヌ新社）ISBN 978-4861005749
- KEI畫集 mikucolor（角川書店、天聞角川）ISBN 978-4041102121

## 同人誌
| - Bme:00〜01 - capbon - Keidle - Monochrome - moon light - nanako - RozenBon | - To the Doll Lovers. |  |